# Верхній Починок (Опаринський район)
Верхній Почи́нок (рос. Верхний Починок) — присілок у складі Опарінського району Кіровської області, Росія. Входить до складу Річного сільського поселення.
Населення становить 2 особи (2010, 2 у 2002).
Національний склад станом на 2002 рік — росіяни 100 %.